# Emin Bayram
Emin Bayram (Istanboel, 2 april 2003) is een Turks voetballer die bij voorkeur als centrale verdediger speelt. Hij staat onder contract bij KVC Westerlo.

## Clubcarrière
Bayram werd geboren in Istanboel en speelde in de jeugd bij Galatasaray. Op 26 januari 2020 debuteerde hij in de Süper Lig tegen Konyaspor. Bayram was zestien jaar oud bij zijn debuut. Op 12 juli 2020 kreeg hij zijn eerste basisplaats in de competitie tegen Ankaragücü.
In 2021 werd hij voor het seizoen verhuurd aan tweededivisionist Boluspor en in 2023 werd hij verhuurd aan KVC Westerlo, wat zijn eerste buitenlandse avontuur werd. In juli 2024 maakte hij de definitieve overstap naar Westerlo voor €4.000.000.

## Erelijst
| Süper Lig | 1x | 2022/23 |